# Olympische Sommerspiele 1948/Leichtathletik – 200 m (Frauen)

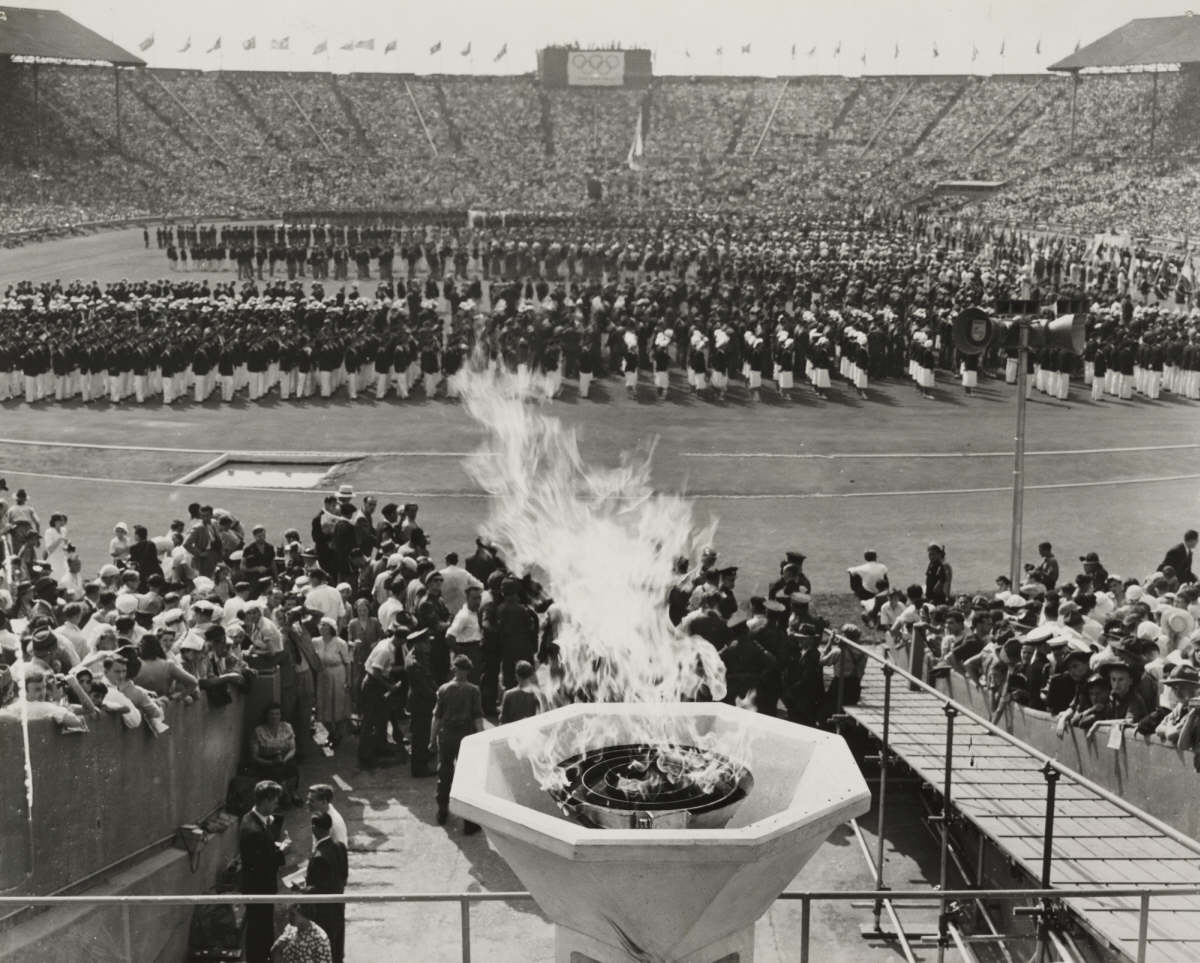
Eröffnungsfeier bei den Olympischen Spielen in London

Der 200-Meter-Lauf der Frauen bei den Olympischen Spielen 1948 in London wurde am 5. und 6. August 1948 im Wembley-Stadion ausgetragen. 33 Athletinnen nahmen an der olympischen Premiere dieser Disziplin der Leichtathletik der Frauen teil.
Olympiasiegerin wurde die Niederländerin Fanny Blankers-Koen vor der Britin Audrey Williamson. Bronze gewann die US-Amerikanerin Audrey Patterson.

## Rekorde

### Bestehende Rekorde
| Weltrekord         | 23,6 s                                      | Stanisława Walasiewicz ( Polen)             | Warschau, Polen                             | 4. August 1935                              |
| Olympischer Rekord | Wettbewerb erstmals im olympischen Programm | Wettbewerb erstmals im olympischen Programm | Wettbewerb erstmals im olympischen Programm | Wettbewerb erstmals im olympischen Programm |

### Erste olympische Rekorde
Der olympische Rekord wurde im ersten Rennen neu aufgestellt und in den folgenden Läufen dreimal verbessert:
- 25,7 s – Fanny Blankers-Koen (Niederlande), erster Vorlauf am 5. August
- 25,6 s – Cynthia Thompson (Jamaika), zweiter Vorlauf am 5. August
- 25,3 s – Daphne Robb (Südafrikanische Union), vierter Vorlauf am 5. August
- 24,3 s – Fanny Blankers-Koen (Niederlande), erstes Halbfinale am 5. August

## Durchführung des Wettbewerbs
Die Athletinnen traten am 5. August zu sieben Vorläufen an. Die jeweils zwei besten Läuferinnen – hellblau unterlegt – qualifizierten sich für das Halbfinale, das am selben Tag stattfand. In den Halbfinals qualifizierten sich die jeweils ersten beiden Wettbewerberinnen – wiederum hellblau unterlegt –  für das Finale am 6. August.

## Vorläufe
5. August 1948, 15.30 Uhr
Es sind nicht alle Zeiten überliefert.

### Vorlauf 1

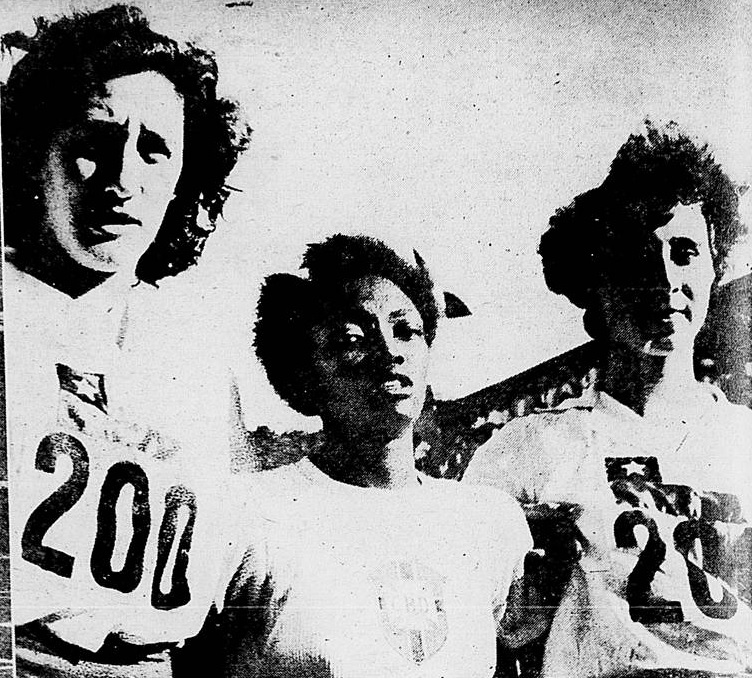
Melânia Luz (Mitte) – ausgeschieden als Vierte des ersten Vorlaufs

Wind: ±0,0 m/s
| Platz | Name                | Nation      | Zeit       | Anmerkung |
| ----- | ------------------- | ----------- | ---------- | --------- |
| 1     | Fanny Blankers-Koen | Niederlande | 25,7 s000  | OR        |
| 2     | Liliane Sprécher    | Frankreich  | 26,0 s000  |           |
| 3     | Mae Faggs           | USA         | 26,0 s000  |           |
| 4     | Melânia Luz         | Brasilien   | 26,6 s (g) |           |
| 5     | Phyliss Edness      | Bermuda     | k. A.000   |           |

### Vorlauf 2
Wind: +1,1 m/s
| Platz | Name              | Nation         | Zeit       | Anmerkung |
| ----- | ----------------- | -------------- | ---------- | --------- |
| 1     | Cynthia Thompson  | Jamaika        | 25,6 s000  | OR        |
| 2     | Sylvia Cheeseman  | Großbritannien | 25,7 s000  |           |
| 3     | Diane Foster      | Kanada         | 26,1 s000  |           |
| 4     | Helena de Menezes | Brasilien      | 27,7 s (g) |           |
| DNS   | Grete Jenny       | Österreich     |            |           |

### Vorlauf 3
Wind: +1,4 m/s
| Platz | Name                     | Nation           | Zeit       |
| ----- | ------------------------ | ---------------- | ---------- |
| 1     | Joyce King               | Australien       | 25,9 s000  |
| 2     | Phyllis Lightbourn-Jones | Bermuda          | 27,0 s000  |
| 3     | Lucila Pini              | Brasilien        | 27,6 s000  |
| 4     | Marie-Thérèse Renard     | Belgien          | 28,5 s (g) |
| DNF   | Olga Šicnerová           | Tschechoslowakei |            |

### Vorlauf 4

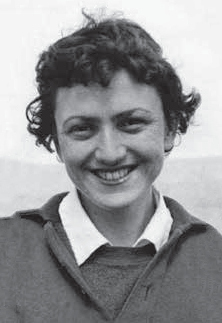
Alma Butia – ausgeschieden als Fünfte des vierten Vorlaufs

Wind: +1,8 m/s
| Platz | Name               | Nation                | Zeit   | Anmerkung |
| ----- | ------------------ | --------------------- | ------ | --------- |
| 1     | Daphne Robb        | Südafrikanische Union | 25,3 s | OR        |
| 2     | Shirley Strickland | Australien            | 25,8 s |           |
| 3     | Nell Jackson       | USA                   | 25,8 s |           |
| 4     | Donna Gilmore      | Kanada                | k. A.  |           |
| 5     | Alma Butia         | Jugoslawien           | k. A.  |           |

### Vorlauf 5
Wind: +2,5 m/s
| Platz | Name               | Nation         | Zeit       |
| ----- | ------------------ | -------------- | ---------- |
| 1     | Audrey Patterson   | USA            | 25,5 s000  |
| 2     | Margaret Walker    | Großbritannien | 25,8 s000  |
| 3     | Kathleen Russell   | Jamaika        | 26,3 s000  |
| 4     | Ann-Britt Leyman   | Schweden       | 26,3 s (g) |
| 5     | Tilly Decker       | Luxemburg      | k. A.000   |
| 6     | Beatriz Kretschmer | Chile          | k. A.000   |

### Vorlauf 6
Wind: +1,0 m/s
| Platz | Name                    | Nation      | Zeit   |
| ----- | ----------------------- | ----------- | ------ |
| 1     | Betty McKinnon          | Australien  | 25,9 s |
| 2     | Rosine Faugouin         | Frankreich  | 25,9 s |
| 3     | Grietje de Jongh        | Niederlande | 26,2 s |
| 4     | Grete Pavlousek         | Österreich  | k. A.  |
| DNS   | Adriana Millard Pachedo | Chile       |        |
| DNS   | Carmen Phipps           | Jamaika     |        |

### Vorlauf 7
Wind: +0,7 m/s
| Platz | Name                      | Nation         | Zeit   |
| ----- | ------------------------- | -------------- | ------ |
| 1     | Audrey Williamson         | Großbritannien | 25,4 s |
| 2     | Neeltje Karelse           | Niederlande    | 26,0 s |
| 3     | Millie Cheater            | Kanada         | 26,4 s |
| DSQ   | Annegret Weller-Schneider | Chile          |        |
| DNS   | Elisabeth Ranftl          | Österreich     |        |
| DNS   | Léa Caurla                | Frankreich     |        |

## Halbfinale
5. August 1948, 17:00 Uhr
Es sind nicht alle Zeiten überliefert.

### Lauf 1

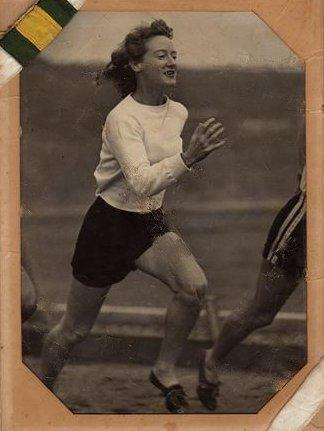
Joyce King – ausgeschieden als Sechste des ersten Halbfinals

Wind: +1,7 m/s
| Platz | Name                     | Nation         | Offiz. hand- gestoppte Zeit | Inoffiz. elek- tronische Zeit |
| ----- | ------------------------ | -------------- | --------------------------- | ----------------------------- |
| 1     | Fanny Blankers-Koen      | Niederlande    | 24,3 s OR                   | 24,4 s0                       |
| 2     | Audrey Patterson         | USA            | 25,0 s000                   | 25,02 s                       |
| 3     | Margaret Walker          | Großbritannien | 25,3 s000                   | 25,42 s                       |
| 4     | Cynthia Thompson         | Jamaika        | k. A.000                    | 25,67 s                       |
| 5     | Rosine Faugouin          | Frankreich     | k. A.000                    | 25,73 s                       |
| 6     | Joyce King               | Australien     | k. A.000                    | 25,78 s                       |
| 7     | Phyllis Lightbourn-Jones | Bermuda        | k. A.000                    | k. A.                         |

### Lauf 2

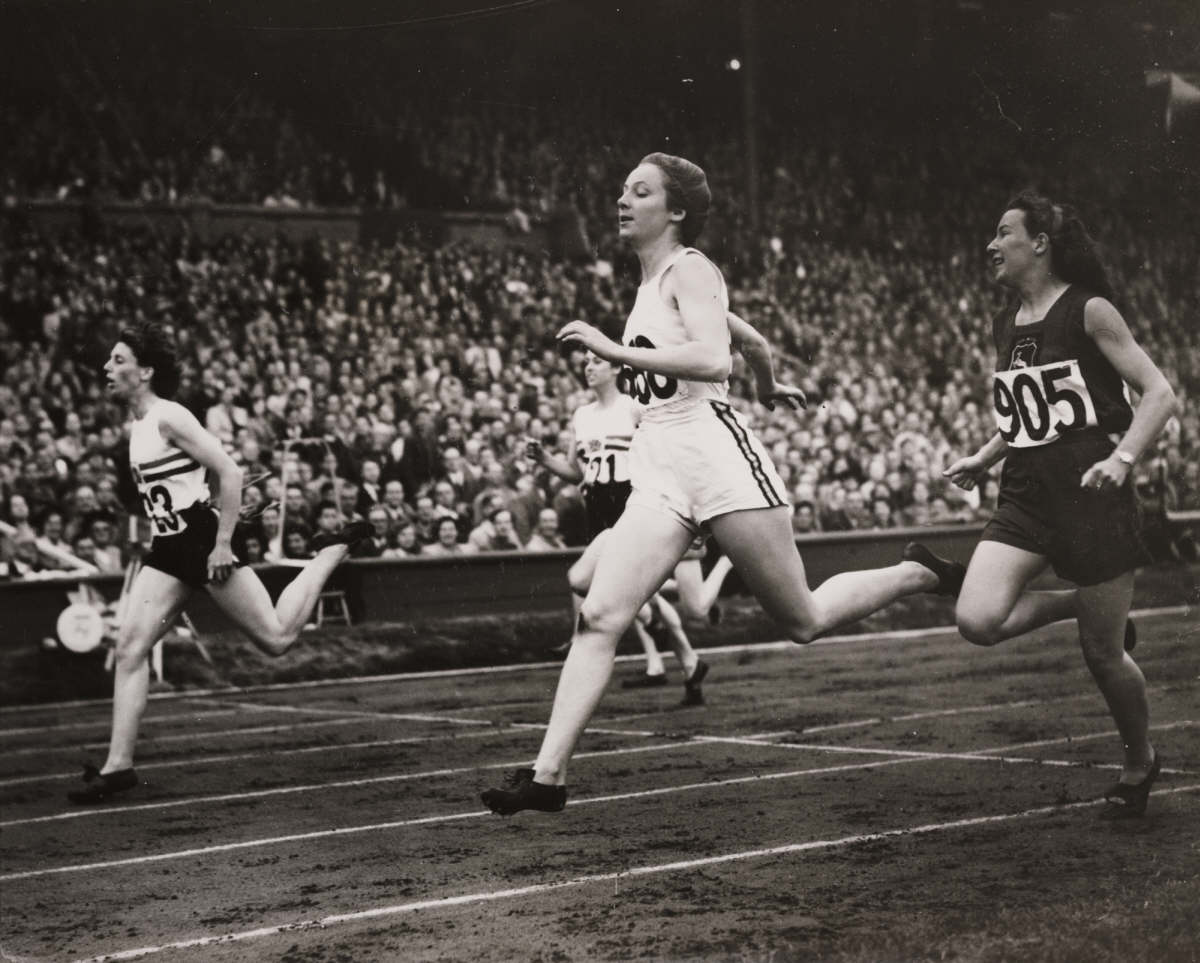
Zweites Halbfinale (v. l. n. r.): Audrey Williamson, Sylvia Cheeseman, Shirley Strickland. Daphne Robb
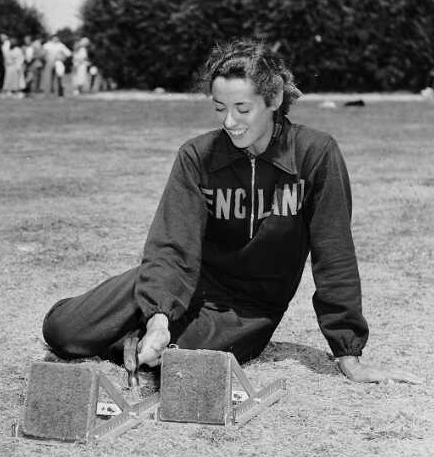
Sylvia Cheeseman – ausgeschieden als Vierte des zweiten Halbfinals

Wind: +3,4 m/s
| Platz | Name               | Nation                | Offiz. hand- gestoppte Zeit | Inoffiz. elek- tronische Zeit |
| ----- | ------------------ | --------------------- | --------------------------- | ----------------------------- |
| 1     | Shirley Strickland | Australien            | 24,9 s                      | 25,1 s0                       |
| 2     | Audrey Williamson  | Großbritannien        | 24,9 s                      | 25,11 s                       |
| 3     | Daphne Robb        | Südafrikanische Union | 25,1 s                      | 25,22 s                       |
| 4     | Sylvia Cheeseman   | Großbritannien        | k. A.                       | 25,48 s                       |
| 5     | Neeltje Karelse    | Niederlande           | k. A.                       | 25,68 s                       |
| 6     | Liliane Sprécher   | Frankreich            | k. A.                       | 25,72 s                       |
| 7     | Betty McKinnon     | Australien            | k. A.                       | 25,85 s                       |

## Finale

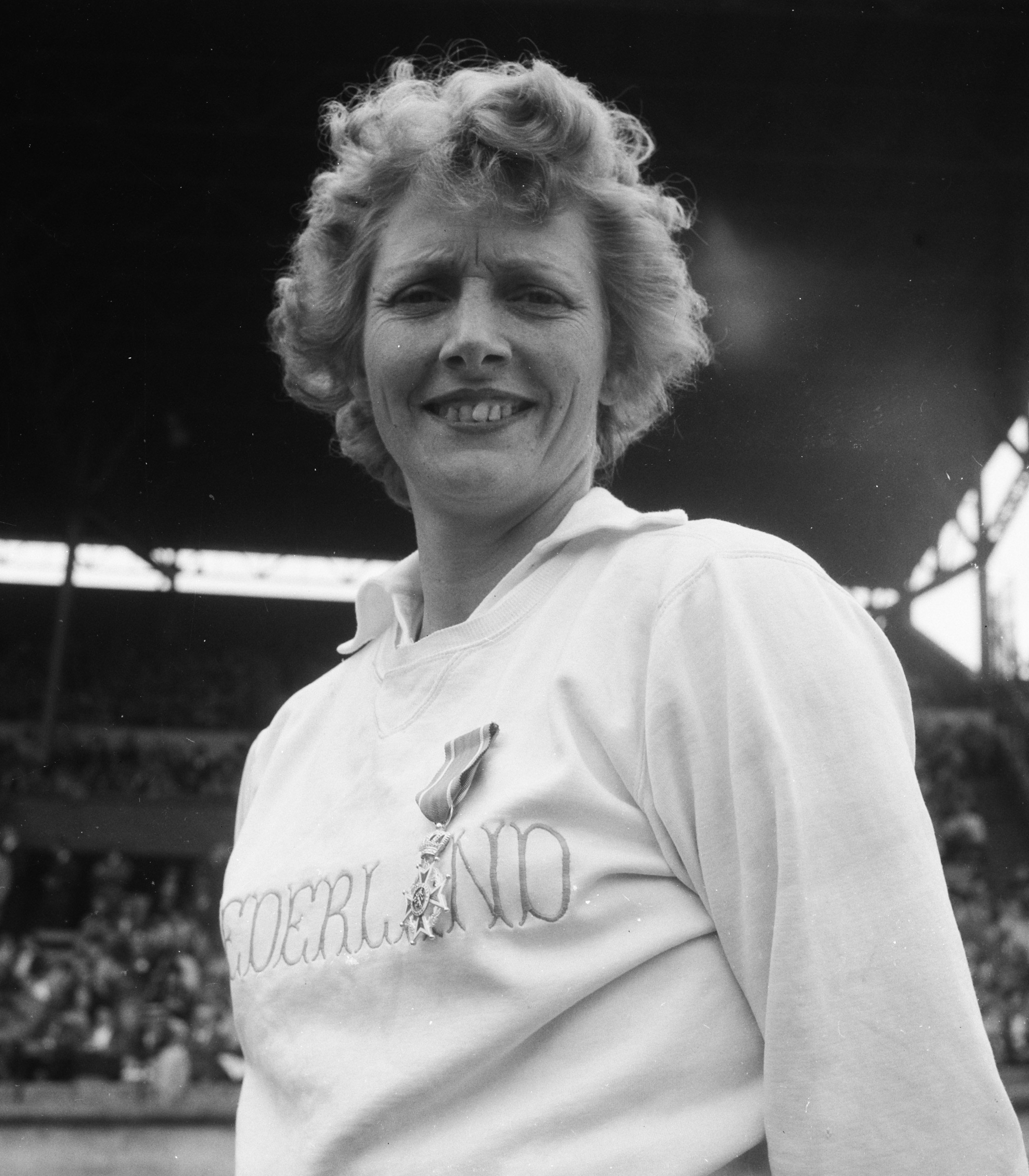
Fanny Blankers-Koen gewann in diesem Rennen ihre bereits dritte Goldmedaille
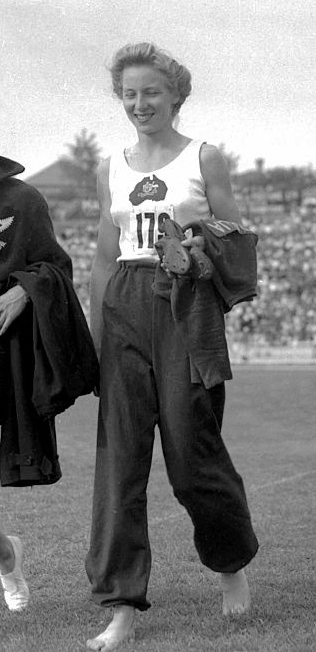
Shirley Strickland belegte offiziell Rang vier, laut Zielfoto war sie jedoch Dritte – vorher hatte sie jeweils Bronze über 100 Meter und 80 Meter Hürden errungen

6. August 1948, 16:30 Uhr

Wind: ±0,0 m/s
| Platz | Name                | Nation                | Offiz. hand- gestoppte Zeit | Inoffiz. elek- tronische Zeit |
| ----- | ------------------- | --------------------- | --------------------------- | ----------------------------- |
| 1     | Fanny Blankers-Koen | Niederlande           | 24,4 s000                   | 24,4 s00                      |
| 2     | Audrey Williamson   | Großbritannien        | 25,1 s000                   | 25,20 s0                      |
| 3     | Audrey Patterson    | USA                   | 25,2 s000                   | 25,26 s a                     |
| 4     | Shirley Strickland  | Australien            | 25,3 s (g)                  | 25,25 s b                     |
| 5     | Margaret Walker     | Großbritannien        | 25,6 s (g)                  | 25,59 s0                      |
| 6     | Daphne Robb         | Südafrikanische Union | 25,7 s (g)                  | 25,65 s0                      |

Im Finale galt die 100-Meter-Siegerin Fanny Blankers-Koen aus den Niederlanden, die auch den 80-Meter-Hürdenlauf gewonnen hatte, als klare Favoritin. Doch die publicityscheue Athletin, die als „fliegende Hausfrau“ oder auch „fliegende Holländerin“ im Medieninteresse stand, litt schon im Halbfinale an Heimweh. Sie wollte dem Medienrummel entfliehen und sehnte sich nach ihren beiden Kindern. Erst nach einem langen Gespräch mit ihrem Ehemann und Trainer Jan Blankers trat sie zu den beiden noch ausstehenden Wettbewerben über hier 200 Meter und in der 4-mal-100-Meter-Staffel an. Sie gewann diese 200 Meter mit deutlichem Vorsprung vor der Britin Audrey Williamson. Im Halbfinale stellte sie mit 24,3 s einen olympischen Rekord auf. Die drittplatzierte US-Amerikanerin Audrey Patterson war die erste afroamerikanische Medaillengewinnerin der Olympischen Spiele. Die Schiedsrichter hatten die US-Läuferin nach 45 Minuten zur Medaillengewinnerin erklärt. Erst später wurde nach einer Analyse des Zielfotos klar, dass eigentlich die Australierin Shirley Strickland die Bronzemedaille gewonnen hätte. Aber die erste Entscheidung des Schiedsgerichts wurde nie revidiert.
Fanny Blankers-Koen gewann nach den Rennen über 100 Meter und den 80 Meter Hürden ihre dritte von vier Goldmedaillen bei den Spielen von 1948.

## Videolinks
- London 1948 Olympics - Official Full Film, Bereich 47:22 min bis 48:24 min, youtube.com, abgerufen am 27. Juli 2021
- The Incredible Dominance Of Fanny Blankers-Koen | Olympic Records, youtube.com, abgerufen am 24. August 2017